# 全序关系
全序关系，也称为线性顺序（英語：Total order, linear order）即集合{\displaystyle X}上的反对称的、传递的和完全的二元关系（一般称其为{\displaystyle \leq }）。
若{\displaystyle X}满足全序关系，则下列陈述对于{\displaystyle X}中的所有{\displaystyle a,b}和{\displaystyle c}成立：
- 反对称性：若{\displaystyle a\leq b}且{\displaystyle b\leq a}则{\displaystyle a=b}
- 传递性：若{\displaystyle a\leq b}且{\displaystyle b\leq c}则{\displaystyle a\leq c}
- 完全性：{\displaystyle a\leq b}或{\displaystyle b\leq a}

满足全序关系的集合叫做全序集合、线性序集合、简单序集合或链。
链还常用来描述偏序集合的全序子集。
全序关系的完全性可以如下这样描述：集合中的任何一对元素都是可相互比较的。
注意完全性条件蕴涵了自反性：{\displaystyle a\leq a}，因此全序关系也是（满足“完全性”条件的）偏序关系。

## 严格全序
对于每一（非严格）全序关系≤都有一关联的非对称的严格全序关系<，它可以用以下两种等价的方式定义：
- {\displaystyle a<b}当且仅当{\displaystyle a\leq b}且{\displaystyle a\neq b}
- {\displaystyle a<b}当且仅当{\displaystyle \neg (b\leq a)}（即{\displaystyle >}为{\displaystyle \leq }的逆补关系）

性质：
- 传递性：{\displaystyle a<b}且{\displaystyle b<c}蕴涵{\displaystyle a<c}。
- ：{\displaystyle a<b}, {\displaystyle b<a}和{\displaystyle a=b}中有且仅有一个成立。
- 弱序性：其中关联的等价是相等的。

我们可以通过指定{\displaystyle <}为三分二元关系，用这两种等阶的方式来定义全序{\displaystyle \leq }：
- {\displaystyle a\leq b}当且仅当{\displaystyle a<b}或{\displaystyle a=b}
- {\displaystyle a\leq b}当且仅当{\displaystyle \neg (b<a)}

另两个关联的关系是补关系{\displaystyle \geq }和{\displaystyle >}，它们构成了四元组{\displaystyle \{<,>,\leq ,\geq \}}。
我们可以用这四个关系中的任何一个来定义全序集，符号指明了全序集的严格性。

## 例子
- 字典序的字母表，比如{\displaystyle A<B<C}等等。
- 全序集的任何保持原次序不变的子集。
- 满足完全性的偏序集。
- 基数或序数集（严格地说，它们都是良序集）。
- 若{\displaystyle X}为任何集合，{\displaystyle f}为{\displaystyle X}到一全序集的单射，则{\displaystyle f}诱导{\displaystyle X}为{\displaystyle x_{1}<x_{2}}当且仅当{\displaystyle f(x_{1})<f(x_{2})}的全序集。
- 有序数的全序集的直积的字典序是全序的，例如按字典序排序的任何单词表——长为{\displaystyle n}的单词可视为字母表集合的直积自乘{\displaystyle n}次所得结果集合中的元素。
- 拥有小于（{\displaystyle <}）和大于关系（{\displaystyle >}）的实数集是全序的，因此其子集（自然数集、整数集、有理数集等）均为全序集。
  - 自然数集是最小的无上界全序集。
  - 整数集是最小的无界全序集。
  - 有理数集是最小的无界稠密全序集。
  - 实数集是最小的无界连通全序集。

## 引用
- George Grätzer (1971). Lattice theory: first concepts and distributive lattices. W. H. Freeman and Co. ISBN 0-7167-0442-0
- John G. Hocking and Gail S. Young (1961). Topology. Corrected reprint, Dover, 1988.  ISBN 0-486-65676-4